# Llista de cançons de Red Hot Chili Peppers
El que segueix és la llista completa de cançons del grup de rock Red Hot Chili Peppers.

## Cançons d'àlbums
| Cançó                                               | Àlbum                      |
| --------------------------------------------------- | -------------------------- |
| «21st Century»                                      | Stadium Arcadium           |
| «Aeroplane»                                         | One Hot Minute             |
| «The Adventures Of Rain Dance Maggie»               | I'm With You               |
| «American Ghost Dance»                              | Freaky Styley              |
| «Animal Bar»                                        | Stadium Arcadium           |
| «Annie Wants a Baby»                                | I'm With You               |
| «Apache Rose Peacock»                               | Blood Sugar Sex Magik      |
| «Around the World»                                  | Californication            |
| «Baby Appeal»                                       | Red Hot Chili Peppers      |
| «Backwoods»                                         | The Uplift Mofo Party Plan |
| «Battleship»                                        | Freaky Styley              |
| «Behind the Sun»                                    | The Uplift Mofo Party Plan |
| «Blackeyed Blonde»                                  | Freaky Styley              |
| «Blood Sugar Sex Magik»                             | Blood Sugar Sex Magik      |
| «Breaking the Girl»                                 | Blood Sugar Sex Magik      |
| «Brendan's Death Song»                              | I'm With You               |
| «The Brothers Cup»                                  | Freaky Styley              |
| «Buckle Down»                                       | Red Hot Chili Peppers      |
| «By the Way»                                        | By the Way                 |
| «C'mon Girl»                                        | Stadium Arcadium           |
| «Cabron»                                            | By the Way                 |
| «Californication»                                   | Californication            |
| «Can't Stop»                                        | By the Way                 |
| «Catholic School Girls Rule»                        | Freaky Styley              |
| «Charlie»                                           | Stadium Arcadium           |
| «Coffee Shop»                                       | One Hot Minute             |
| «Dance Dance Dance»                                 | I'm With You               |
| «Dani California»                                   | Stadium Arcadium           |
| «Death of a Martian»                                | Stadium Arcadium           |
| «Deep Kick»                                         | One Hot Minute             |
| «Desecration Smile»                                 | Stadium Arcadium           |
| «Did I Let You Know»                                | I'm With You               |
| «Don't Forget Me»                                   | By the Way                 |
| «Dosed»                                             | By the Way                 |
| «Easily»                                            | Californication            |
| «Emit Remmus»                                       | Californication            |
| «Especially in Michigan»                            | Stadium Arcadium           |
| «Ethiopia»                                          | I'm With You               |
| «Even You Brutus?»                                  | I'm With You               |
| «Factory Of Faith»                                  | I'm With You               |
| «Falling into Grace»                                | One Hot Minute             |
| «Fight Like a Brave»                                | The Uplift Mofo Party Plan |
| «Fire» (Jimi Hendrix)                               | Mother's Milk              |
| «Freaky Styley»                                     | Freaky Styley              |
| «Funky Crime»                                       | The Uplift Mofo Party Plan |
| «Funky Monks»                                       | Blood Sugar Sex Magik      |
| «Get on Top»                                        | Californication            |
| «Get Up and Jump»                                   | Red Hot Chili Peppers      |
| «Give It Away»                                      | Blood Sugar Sex Magik      |
| «Good Time Boys»                                    | Mother's Milk              |
| «Goodbye Hoorray»                                   | I'm With You               |
| «Grand Pappy Du Plenty»                             | Red Hot Chili Peppers      |
| «Green Heaven»                                      | Red Hot Chili Peppers      |
| «The Greeting Song»                                 | Blood Sugar Sex Magik      |
| «Happiness Loves Company»                           | I'm With You               |
| «Hard to Concentrate»                               | Stadium Arcadium           |
| «Hey»                                               | Stadium Arcadium           |
| «Higher Ground» (Stevie Wonder)                     | Mother's Milk              |
| «Hollywood (Africa)» (The Meters)                   | Freaky Styley              |
| «Hump de Bump»                                      | Stadium Arcadium           |
| «I Could Die For You»                               | By the Way                 |
| «I Could Have Lied»                                 | Blood Sugar Sex Magik      |
| «I Like Dirt»                                       | Californication            |
| «If»                                                | Stadium Arcadium           |
| «If You Have to Ask»                                | Blood Sugar Sex Magik      |
| «If You Want Me to Stay» (Sly and the Family Stone) | Freaky Styley              |
| «Johnny, Kick a Hole in the Sky»                    | Mother's Milk              |
| «Jungle Man»                                        | Freaky Styley              |
| «Knock Me Down»                                     | Mother's Milk              |
| «Look Around»                                       | I'm With You               |
| «Love Trilogy»                                      | The Uplift Mofo Party Plan |
| «Lovin' and Touchin'»                               | Freaky Styley              |
| «Make You Feel Better»                              | Stadium Arcadium           |
| «Magic Johnson»                                     | Mother's Milk              |
| «Me & My Friends»                                   | The Uplift Mofo Party Plan |
| «Meet Me At the Corner»                             | I'm With You               |
| «Mellowship Slinky in B Major»                      | Blood Sugar Sex Magik      |
| «Midnight»                                          | By the Way                 |
| «Minor Thing»                                       | By the Way                 |
| «Mommy Where's Daddy»                               | Red Hot Chili Peppers      |
| «Monarchy Of Roses»                                 | I'm With You               |
| «My Friends»                                        | One Hot Minute             |
| «My Lovely Man»                                     | Blood Sugar Sex Magik      |
| «Naked in the Rain»                                 | Blood Sugar Sex Magik      |
| «Nevermind»                                         | Freaky Styley              |
| «No Chump Love Sucker»                              | The Uplift Mofo Party Plan |
| «Nobody Weird Like Me»                              | Mother's Milk              |
| «On Mercury»                                        | By the Way                 |
| «One Big Mob»                                       | One Hot Minute             |
| «One Hot Minute»                                    | One Hot Minute             |
| «Organic Anti-Beat Box Band»                        | The Uplift Mofo Party Plan |
| «Otherside»                                         | Californication            |
| «Out in L.A.»                                       | Red Hot Chili Peppers      |
| «Parallel Universe»                                 | Californication            |
| «Pea»                                               | One Hot Minute             |
| «Police Helicopter»                                 | Red Hot Chili Peppers      |
| «Police Station»                                    | I'm With You               |
| «Porcelain»                                         | Californication            |
| «The Power of Equality»                             | Blood Sugar Sex Magik      |
| «Pretty Little Ditty»                               | Mother's Milk              |
| «Punk Rock Classic»                                 | Mother's Milk              |
| «Purple Stain»                                      | Californication            |
| «Readymade»                                         | Stadium Arcadium           |
| «Right on Time»                                     | Californication            |
| «The Righteous & the Wicked»                        | Blood Sugar Sex Magik      |
| «Road Trippin'»                                     | Californication            |
| «Savior»                                            | Californication            |
| «Scar Tissue»                                       | Californication            |
| «Sex Rap»                                           | Freaky Styley              |
| «Sexy Mexican Maid»                                 | Mother's Milk              |
| «Shallow Be Thy Game»                               | One Hot Minute             |
| «She Looks to Me»                                   | Stadium Arcadium           |
| «She's Only 18»                                     | Stadium Arcadium           |
| «Sir Psycho Sexy»                                   | Blood Sugar Sex Magik      |
| «Skinny Sweaty Man»                                 | The Uplift Mofo Party Plan |
| «Slow Cheetah»                                      | Stadium Arcadium           |
| «Snow ((Hey Oh))»                                   | Stadium Arcadium           |
| «So Much I»                                         | Stadium Arcadium           |
| «Special Secret Song Inside (Party on Your Pussy)»  | The Uplift Mofo Party Plan |
| «Stadium Arcadium»                                  | Stadium Arcadium           |
| «Stone Cold Bush»                                   | Mother's Milk              |
| «Storm in a Teacup»                                 | Stadium Arcadium           |
| «Strip My Mind»                                     | Stadium Arcadium           |
| «Subterranean Homesick Blues» (Bob Dylan)           | The Uplift Mofo Party Plan |
| «Subway to Venus»                                   | Mother's Milk              |
| «Suck My Kiss»                                      | Blood Sugar Sex Magik      |
| «Taste the Pain»                                    | Mother's Milk              |
| «Tear»                                              | By the Way                 |
| «Tearjerker»                                        | One Hot Minute             |
| «Tell Me Baby»                                      | Stadium Arcadium           |
| «They're Red Hot» (Robert Johnson)                  | Blood Sugar Sex Magik      |
| «Thirty Dirty Birds»                                | Freaky Styley              |
| «This Is the Place»                                 | By the Way                 |
| «This Velvet Glove»                                 | Californication            |
| «Transcending»                                      | One Hot Minute             |
| «Throw Away Your Television»                        | By the Way                 |
| «Torture Me»                                        | Stadium Arcadium           |
| «True Men Don't Kill Coyotes»                       | Red Hot Chili Peppers      |
| «Turn It Again»                                     | Stadium Arcadium           |
| «Under the Bridge»                                  | Blood Sugar Sex Magik      |
| «Universally Speaking»                              | By the Way                 |
| «Venice Queen»                                      | By the Way                 |
| «Walkabout»                                         | One Hot Minute             |
| «Walkin' on Down the Road»                          | The Uplift Mofo Party Plan |
| «Warlocks»                                          | Stadium Arcadium           |
| «Warm Tape»                                         | By the Way                 |
| «Warped»                                            | One Hot Minute             |
| «We Believe»                                        | Stadium Arcadium           |
| «Wet Sand»                                          | Stadium Arcadium           |
| «Why Don't You Love Me» (Hank Williams)             | Red Hot Chili Peppers      |
| «Yertle the Turtle»                                 | Freaky Styley              |
| «You Always Sing The Same»                          | Red Hot Chili Peppers      |
| «The Zephyr Song»                                   | By the Way                 |

## Cares B/Cançons que no pertanyen a àlbums/No llançades/En viu
| Cançó                                           | Llançament | Llançament previst            |
| ----------------------------------------------- | --- | ----------------------------- |
| «A Certain Someone»                             | Cara B de Tell Me Baby | Stadium Arcadium              |
| «Bicycle Song»                                  | iTunes By the Way bonus track | By the Way                    |
| «Black Cross» (directe) (45 Grave)              | Live in Hyde Park |                               |
| «Blues for Meister»                             | Out in L.A. |                               |
| «Bob»                                           | iTunes One Hot Minute bonus track | One Hot Minute                |
| «Body of Water»                                 | Cara B de The Zephyr Song | By the Way                    |
| «Brandy» (directe)                              | Live in Hyde Park |                               |
| «Bunker Hill»                                   | Cara B de Fortune Faded | Californication               |
| «Castles Made of Sand» (directe) (Jimi Hendrix) | Mother's Milk 2003 Remastered Re-release iTunes Blood Sugar Sex Magik bonus track Under the Covers: Essential Red Hot Chili Peppers Out in L.A.                                                      |                               |
| «Christchurch Fireworks Music» (directe)        | Cara B de Can't Stop |                               |
| «Circle of the Noose»                           | Tema inédito, no lanzado | One Hot Minute                |
| «Crosstown Traffic» (directe) (Jimi Hendrix)    | Mother's Milk 2003 Remastered Re-release |                               |
| «Deck the Halls»                                | Out in L.A. |                               |
| «Dr. Funkenstein» (directe)                     | Under the Covers: Essential Red Hot Chili Peppers |                               |
| «End of Show Brisbane» (directe)                | Cara B de Californication |                               |
| «End of State College» (directe)                | Cara B de Californication |                               |
| «Eskimo»                                        | Cara B de Fortune Faded | Greatest hits                 |
| «Fall Water»                                    | Tema inèdit, no llançat | By the Way                    |
| «F.U.» (directe)                                | Out in L.A. |                               |
| «Fat Dance»                                     | iTunes Californication bonus track | Californication               |
| «Flea Fly»                                      | Out in L.A. |                               |
| «Flea's Cock»                                   | Cara B de Under the Bridge, Suck My Kiss i Breaking the Girl Live Rare Remix Box | Blood Sugar Sex Magik         |
| «Fortune Faded»                                 | Greatest Hits | Californication               |
| «Funny Face»                                    | Cara B de Snow ((Hey Oh)) | Stadium Arcadium              |
| «Goldmine»                                      | Tema inédito, no lanzado | By the Way                    |
| «Gong Li»                                       | Cara B de Scar Tissue | Californication               |
| «Havana Affair» (The Ramones)                   | We're a Happy Family: Ramones Tribute Álbum |                               |
| «How Strong»                                    | Cara B de Otherside | Californication               |
| «I Feel Love» (directe)                         | Live in Hyde Park |                               |
| «I'll Be Your Domino»                           | Cara B de Snow ((Hey Oh)) | Stadium Arcadium              |
| «Instrumental #1»                               | Cara B de Scar Tissue | Californication               |
| «Instrumental #2»                               | Bonus track de l'edició de 2 cd's japonesa de Californication | Californication               |
| «Lately»                                        | Cara B de Dani California | Stadium Arcadium              |
| «Let's Make Evil»                               | Cara B de My Friends | One Hot Minute                |
| «Leverage of Space» (directe)                   | Live in Hyde Park |                               |
| «Little Miss Lover» (Jimi Hendrix)              | iTunes Blood Sugar Sex Magik bonus track | Blood Sugar Sex Magik         |
| «Love Rollercoaster» (Ohio Players)             | Beavis and Butthead Do America banda sonora |                               |
| «Lyon» (directe)                                | Cara B de Tell Me Baby | Stadium Arcadium              |
| «Melancoholy Mechanics»                         | Cara B de Warped One Hot Minute Importat del Japó | One Hot Minute                |
| «Mercy Mercy»                                   | Cara B de Tell Me Baby | Stadium Arcadium              |
| «Million Miles of Water»                        | Cara B de Dani California | Stadium Arcadium              |
| «Millionaires Against Hunger»                   | Freaky Styley 2003 Remastered Re-release Cara B de Knock Me Down i Taste the Pain | Mother's Milk                 |
| «Nothing to Lose» (directe)                     | Cara B de Can't Stop |                               |
| «Out of Range»                                  | Cara B de The Zephyr Song | By the Way                    |
| «Over Funk»                                     | iTunes Californication bonus track | Californication               |
| «Permutation» (directe)                         | Cara B de Snow ((Hey Oh)) | Stadium Arcadium              |
| «Point Boy»                                     | Tema inédito, no lanzado | Album alterno a Mother's Milk |
| «Quixoticelixer»                                | iTunes Californication bonus track | Californication               |
| «Rivers of Avalon»                              | Cara B de The Zephyr Song | By the Way                    |
| «Rock & Roll»                                   | Tema inédito, no lanzado | By the Way                    |
| «Rolling Sly Stone» (directe)                   | Live in Hyde Park |                               |
| «Runaway»                                       | iTunes By the Way bonus track | By the Way                    |
| «Save the Population»                           | Greatest Hits |                               |
| «Save this Lady»                                | Cara B de Hump de Bump |                               |
| «Search and Destroy» (The Stooges)              | Cara B de Give It Away, Under the Bridge i Suck My Kiss The Beavis and Butt-Head Experience Live Rare Remix Box We Will Fall: The Iggy Pop Tribute Under the Covers: Essential Red Hot Chili Peppers | Blood Sugar Sex Magik         |
| «Show Me Your Soul»                             | Cara B de Knock Me Down i Taste the Pain Pretty Woman banda sonora | Mother's Milk                 |
| «Sikamikanico»                                  | Cara B de Under the Bridge Wayne's World banda sonora Live Rare Remix Box | Blood Sugar Sex Magik         |
| «Slowly Deeply»                                 | Cara B de Universally Speaking | By the Way                    |
| «Someone»                                       | Cara B de The Zephyr Song | By the Way                    |
| «Soul to Squeeze»                               | Cara B de Give It Away i Under the Bridge Coneheads banda sonora | Blood Sugar Sex Magik         |
| «Stranded»                                      | Out in L.A. |                               |
| «Stretch»                                       | Cara B de My Friends | One Hot Minute                |
| «Teatro Jam»                                    | Cara B de Around the World | Californication               |
| «Teenager in Love» (Dion DiMucci)               | Cara B de By the Way | By the Way                    |
| «Time»                                          | Cara B de By the Way | By the Way                    |
| «Tiny Dancer» (directe)                         | Under the Covers: Essential Red Hot Chili Peppers |                               |
| «Tuesday Night in Berlin» (directe)             | Cara B de Fortune Faded |                               |
| «What Is Soul?» (directe)                       | Cara B de By the Way |                               |
| «Whatever We Want»                              | Cara B de Dani California | Stadium Arcadium              |

## Demos, etc
| Cançó                                        | Llançaments                                                       |
| -------------------------------------------- | ----------------------------------------------------------------- |
| «Behind the Sun» (demo instrumental)         | The Uplift Mofo Party Plan rellançament remasteritzat             |
| «By the Way» (acústic en viu)                | Cara B de Universally Speaking                                    |
| «Freaky Styley» (versió llarga original)     | Freaky Styley 2003 rellançament remasteritzat                     |
| «Get Up and Jump» (demo)                     | Out in L.A. Red Hot Chili Peppers 2003 rellançament remasteritzat |
| «Green Heaven» (demo)                        | Out in L.A. Red Hot Chili Peppers 2003 rellançament remasteritzat |
| «Knock Me Down» (versió llarga original)     | Mother's Milk 2003 rellançament remasteritzat                     |
| «Me & My Friends» (demo instrumental)        | The Uplift Mofo Party Plan 2003 rellançament remasteritzat        |
| «Nevermind» (demo)                           | Out in L.A. Freaky Styley 2003 rellançament remasteritzat         |
| «Out in L. A.» (demo)                        | Out in L.A. Red Hot Chili Peppers 2003 rellançament remasteritzat |
| «Parallel Universe» (demo)                   | Cara B de Around the World                                        |
| «Police Helicopter» (demo)                   | Out in L.A. Red Hot Chili Peppers 2003 rellançament remasteritzat |
| «Road Trippin'» (sense cordes)               | Cara B de Otherside                                               |
| «Salute to Kareem» (demo)                    | Mother's Milk 2003 rellançament remasteritzat                     |
| «Sex Rap» (demo)                             | Out in L.A. Freaky Styley 2003 rellançament remasteritzat         |
| «Sexy Mexican Maid» (versió llarga original) | Mother's Milk 2003 rellançament remasteritzat                     |
| «What It Is» (a.k.a. »Nina's Song») (demo)   | Out in L.A. Red Hot Chili Peppers 2003 rellançament remasteritzat |
| «Song That Made Us What We Are Today» (demo) | Mother's Milk 2003 rellançament remasteritzat                     |